# نصب أشعار بغداد
أشعار بَغداد، نَصب نُحاسي قائِم وَاسط بَغداد من أعمال النَحات مُحمد غَني حِكمت. افتُتِح النَصب عام 2013، عِبارة عَن نافورة ذات شَكل بَيضوي، مُكَونه مِن كَلمات وخُروف عَربية مَأخوذة من قَصيدة للشاعِر مُصطفى جَمال الدِين، تم ضَغطُها معًا لتُكَون الشَكل النِهائي. العَمل مِثال غَير عادي للنحت المُستوحى مِنَ الحَركة الحُروفية.

## خلفية
في عام 2010، كلف أمين بغداد شَيخ النَحاتين، مُحمد غَني حِكمت بأنجاز سِلسِلة من أربعة مَشاريع، كجُزء من البَرنامج الثَقافي لبَغداد. بدأ الفنان العَمل على أربع مَنحُوتات جَديدة ستُقام في مَواقع مُختلفة مِن العاصِمة بَغداد. ومع ذلك، سيكون هذا هو مَشروعه الأخير، كَون النحات ماتَ قبل اكتِماله. أشرف نجل الفَنان على إنجاز المَشروع. مَزِجت الأعمال الأربعة بينَ التَقليد العِراقي والفَن الحَديثة.
كان أول ما تَم الانتِهاء مِن هَذه المَشاريع الأربعة هو الفانوس السِحري الذي تم افتِتاحُه في عام 2011. الأعمال الثَلاثة المُتبقية، أشعار بغداد، نافورة مَكتوبة بالخط العربي؛ نَصب بغداد عمود يصور المَدينة كفتاة جَميلة ترتدي الزي العباسي التقليدي. ونَصب إنقاذ الثقافة، ختم أسطواني سومري في يد مواطن عراقي؛ تم افتتاحُها جَميعًا في عام 2013.
اشتهر مُحمد غَاني حِكمت بأعماله العامة، التي تُعرض الآن في جَميع زَوايا العاصِمة بَغداد، وكذلك بالتَماثيل الأصغر المَنحوتة في الخشب، التي تًصور الحياة اليومية لأهل بَغداد. من أشهر أعماله تِمثالان للمَلكة شهرزاد والملك شهريار، يَقعان على ضفاف نهر دجلة بالقُرب من شارِع أبو نواس، ونصب كهرمانة في شارع السعدون ببغداد. كان اختيار َموقع أعماله مهمًا بالنسبة للفَنان، الذي أراد أن تكون المَنحوتات في مُتناول الجَميع. تجنب الساحات والحدائق العامة، ولكنه أراد بدلاً من ذلك وضع أعماله في الشوارع وعلى جوانب المَباني.

## وصف
نوع النصب: نافورة.
المواد: برونزي
الارتفاع: 3 متر زائد قاعدة 2 متر (الإجمالي = 5 متر)
الموقع: بغداد، حي الكرخ، ساحة الدلال، بالقرب من مقهى البيروتي.
تاريخ الافتتاح: 2013
المصمم والباني: محمد غني حكمت
الهيكل ذو شكل كروي يتميز بالخَط العَربي الذي تم ضَغطُه وتشويهه ليُشكيل الجُرم السَماوي الذهبي الذي يَطفو وسط نافورة. والسيناريو مأخوذ من قصيدة للشاعر العِراقي مُصطفى جَمال الدِين (مواليد 1927) بِعنوان «بَغدادُ أقوى مِنك»، وَجدها حكمت مَكتوبة على شاهِد قَبر الشاعِر. يقرأ النص:
النَصب هو مثال مُهم للنحت المُستوحى مِنَ الحَركة الحُروفية. على الرَغم من أن الحُروفية غالبًا ما تَرتبط بالرسم وفَن الكتاب، إلا أنها تضم أيضًا فناني الخزف والنحاتين.
على عَكس العَديد مِن المَعالم العامة الأخرى في بَغداد، نجت أشعار بَغداد من أعمال النهب والتخريب التي حدثت أعقاب غزو 2003.